# Knoten Inzersdorf
Het Knoten Inzersdorf is een snelwegknooppunt in de Oostenrijkse deelstaat en hoofdstad Wenen. Op dit knooppunt sluit de A2 aan op  de A23.

## Bouwvorm
Het knooppunt is een mixvormknooppunt.